# ニック・ウェザースプーン
ニック・ウェザースプーン（Nick Weatherspoon 1950年7月20日-2008年10月17日）は、アメリカ合衆国ミシシッピ州グリーンウッド出身のバスケットボール選手。ポジションはスモールフォワード。

## 経歴
少年時代、ミシシッピ州からオハイオ州カントンに移り住んだ。
カントンマッキンリー高校で1431得点をあげた。この記録は2005-2006シーズンにレイマー・モーガンが更新するまで37年間同校の高校記録であった。
イリノイ大学でオールアメリカンに選ばれた。1973年に大学を卒業した際は、同大学の通算得点リーダーであった。1973年、平均25得点、12.3リバウンドをあげて、ビッグ・テン・カンファレンスのオールチームに選ばれた。大学時代の平均11.4リバウンドは、35年間大学記録であり続けた。
1973年のNBAドラフト1巡全体13位でキャピタル・ブレッツに指名され、1974年のNBAオールルーキーチームに選ばれた。
2年目の1975年、チームはNBAファイナルに進出したが、リック・バリーのゴールデンステート・ウォリアーズに敗れた。
ブレッツで3シーズン、シアトル・スーパーソニックス、シカゴ・ブルズでそれぞれ1シーズン、サンディエゴ・クリッパーズで2シーズンの合計7シーズンでレギュラーシーズン453試合に出場し、平均9.0得点、プレーオフ31試合に出場し、平均9.1得点をあげた。
2004年にイリノイ州男子バスケットボール選手の20世紀オールチームに選ばれた。
2008年10月18日、オハイオ州カントン郊外の自宅で死亡しているのが発見された。
2014年オハイオ州バスケットボールの殿堂入りを果たした。